# Middelbaar economisch en administratief onderwijs
Het Middelbaar Economisch en Administratief Onderwijs of M.E.A.O. is een voormalige vorm van Nederlands handelsonderwijs ingevoerd met de Mammoetwet uit 1963 (in werking vanaf 1968) en overgegaan in 1996 met de Wet educatie en beroepsonderwijs naar het Middelbaar Beroeroepsonderwijs M.B.O.
In de zomer van 1969 telde Nederland 26 MEAO-scholen, waarvan drie in Amsterdam.
De onderwijsvorm werd gebruikt voor 2- tot 4-jarige opleidingen op mbo-niveau in de economische en administratieve beroepensfeer voor functies zoals typist, notulist, secretaresse, receptionist, boekhoudkundig medewerker.
Leerlingen stroomden hoofdzakelijk in vanuit de mavo, maar ook uit havo en vwo. Relatief weinigen bezochten eerst het lbo.
Studierichtingen bedrijfseconomie (CE), bedrijfsadministratie (BA), tourisme (T), secretarieel (SE) en de bestuurlijke richting (BE) werden, met soms facultatieve vakken, aangevuld met vakken zoals belasting, stenografie, wiskunde, informatica, toerisme, statistiek, civiel- en bestuursrecht en met nadruk op mondelinge vaardigheid en handelscorrespondentie in de talen Engels, Frans, Duits c.q. Spaans. Nederlands werd verdiept met het lezen van een literatuurlijst, het maken van verslagen aangevuld met boekbesprekingen en besprekingen van actuele onderwerpen in alle talen. Dienstbaarheid was geen aspect. 
Met elk jaar, van 12-16 in het eerste jaar naar 6 intensieve vakken in het examenjaar, namen de vakken lichamelijke beweging, creatieve vorming, geschiedenis, aardrijkskunde, maatschappijleer en kennis van het geestelijk leven met ook morele discussies, keuzepakketafhankelijk af.
Buitenschoolse sociale activiteiten als schoolreisjes, -feestjes, modeshows e.d. werden georganiseerd door een leerlingenraad of -club of op initiatief van een mentor.
Leerlingen uit het M.E.A.O. met goede studieresultaten konden doorstromen naar het hoger economisch en administratief onderwijs, H.E.A.O. In een enkel geval werd toetreding belemmerd doordat wiskunde was vervallen bij keuze examenpakket SE waaronder Nederlands, Engels, Frans, Duits, Recht en verplicht typen. De typenorm lag hoog: foutloos, blind en op bepaalde snelheid (bij start 120 - bij examen 360 aanslagen p.m.) in hoofdzaak nog op een analoge typemachine met lint. Typecorrecties werden minimaal getolereerd. Carbonpapier werd gebruikt voor het maken van een duplicaatbrief. Met de komst van de persoonlijke computer (P.C.) en het tekstverwerkingsprogramma WordPerfect werd de authentieke brief vervangen met strategische correspondentie, soms als standaard of geherformuleerd en opgeslagen op een floppy- of diskette, voorlopers van de usb-stick.

## Bedrijfseconomie (CE)
Bedrijfseconomie werd ook wel commerciële economie (CE) genoemd.